# Adásztevel
Adásztevel è un comune dell'Ungheria di 874 abitanti (dati 2001). È situato nella contea di Veszprém.